# Echipa națională de fotbal a Comorelor
Echipa națională de fotbal a Comorelor reprezintă Comore în fotbal și este controlată de Federația de Fotbal a Comorei, forul ce guvernează fotbalul în Comore. Nu s-a calificat la nici un turneu final.

## Campionate mondiale
- 1930 până în 2006 - nu a intrat
- 2010 - nu s-a calificat

## Cupa Africii
- 1957 până în 2008 - nu a intrat
- 2010 - nu s-a calificat